# Madamina, il catalogo è questo
Madamina, il catalogo è questo (tal. Draga gospođo, popis je sljedeći) arija je iz 5. scene prvog čina Mozartove opere Don Giovanni po libretu Lorenza da Pontea na talijanskom jeziku. Pjeva je Don Giovannijev sluga Leporello (bas-bariton), nabrajajući 2065 osvajanja svog gospodara.

## Kontekst i sadržaj
Don Giovanni je talijanski oblik imena Don Juan, čuvenog španjolskog literarnog zavodnika i razvratnika, kod nas poznatog kao "donžuan" prema francuskom izgovoru imena.
Opera "Don Giovanni" naručena je za izvođenje 14. listopada 1787. godine povodom posjeta nadvojvotkinje Marije Terezije od Austrije i njenog supruga Antona Saskog Pragu. Međutim, djelo nije završeno na vrijeme, pa je zamjenski izvedena opera "Figarov pir". Mozart je u svom katalogu zabilježio da je operu "Don Giovanni" završio 28. listopada 1787. godine. Premijera opere održana je 29. listopada u Pragu, a za premijeru u Beču 7. svibnja 1788. godine Mozart je operu djelomično preradio.
U petoj sceni prvog čina na sceni su Don Giovanni i njegov sluga Leporello, te Donna Elvira koja se želi osvetiti Don Giovaniju što ju je obljubio i ostavio. Don Giovanniju je naporna i šmugne iz sobe, ostavljajući Leporella da se s njom raspravlja.
Leporello joj objašnjava da nije ni prva ni posljednja koju je zaveo i ostavio, a zatim to ilustrira arijom Madamina, il catalogo è questo u kojoj nabraja 2065 osvajanja Don Giovannija, prvo prema državama, a zatim po staležu i osobinama.

### Stihovi
Stihovi iz da Ponteovog libreta su isprepletani, a dolje su prikazani kako su uglazbljeni u partituri (po kojima možete pratiti priloženi zvučni zapis).
| talijanski tekst | slobodan prijevod |
| Madamina, il catalogo è questo delle belle che amò il padron mio, un catalogo egli è che ho fatt' io, osservate, leggete con me, osservate, leggete con me. | Draga gospođo, ovo je popis ljepotica koje je volio moj gospodar, popis koji sam ja sastavio, pogledajte, čitajte sa mnom, pogledajte, čitajte sa mnom.                                                                                                 |
| In Italia seicento e quaranta, in Lamagna duecento e trent' una, cento in Francia, in Turchia novant' una; ma in Ispagna, ma in Ispagna son già mille e tre, mille e tre, mille e tre.                                                                                                | U Italiji šest stotina i četrdeset, u Njemačkoj dvjesto trideset i jedna, stotina u Francuskoj, u Turskoj devedeset i jedna, ali u Španjolskoj, ali u Španjolskoj već tisuću i tri, tisuću i tri, tisuću i tri.                                         |
| V'han fra queste contadine, cameriere, cittadine, v'han contesse, baronesse, marchesane, principesse, e v'han donne d'ogni grado, d'ogni forma, d'ogni età d'ogni forma, d'ogni età.                                                                                                  | Ima među njima seljanki, sobarica, građanki, ima grofica, barunica, markiza, princeza, ima i žena svih staleža, svih oblika i dobi, svih oblika i dobi.                                                                                                 |
| In Italia seicento e quaranta, in Lamagna duecento e trent' una, cento in Francia, in Turchia novant' una, ma, ma, ma in Ispagna, ma in Ispagna son già mille e tre, mille e tre, mille e tre.                                                                                        | U Italiji šest stotina i četrdeset, u Njemačkoj dvjesto trideset i jedna, stotina u Francuskoj, u Turskoj devedeset i jedna, ali, ali, ali u Španjolskoj, ali u Španjolskoj već tisuću i tri, tisuću i tri, tisuću i tri.                               |
| V'han fra queste contadine, cameriere, cittadine, v'han contesse, baronesse, marchesane, principesse, e v'han donne d'ogni grado, d'ogni forma, d'ogni età, d'ogni forma, d'ogni età.                                                                                                 | Ima među njima seljanki, sobarica, građanki, ima grofica, barunica, markiza, princeza, ima i žena svih staleža, svih oblika i dobi, svih oblika i dobi.                                                                                                 |
| Nella bionda egli ha l'usanza di lodar la gentilezza, nella bruna la costanza, nella bianca la dolcezza. | Plavušama je po navici hvalio njihovu ljubaznost, brinetama vjernost, bjelokosim blagost. |
| Vuol d'inverno la grassotta, vuol d'estate la magrotta; è la grande maestosa, la piccina, la piccina, la piccina, è ognor vezzosa, è ognor vezzosa, è ognor vezzosa... | Zimi želi pretilu, ljeti želi mršavu, odrasla je veličanstvena, djevojčica, djevojčica, djevojčica, uvijek je dražesna, uvijek je dražesna, uvijek je dražesna.                                                                                         |
| Delle vecchie fa conquista pel piacer di porle in lista; ma passion predominante è la giovin principiante. | Stare žene osvaja iz užitka da ih stavi u popis, ali glavna mu je strast ptiče kome dlaka niče. |
| Non si picca se sia ricca, se sia brutta, se sia bella, se sia ricca, brutta, se sia bella: purché porti la gonnella, voi sapete quel che fa, purché porti la gonnella, voi sapete quel che fa, voi sapete, voi sapete quel che fa, quel che fa, quel che fa, voi sapete quel che fa. | Nije važno je li bogata, je li ružna, je li lijepa, je li bogata, ružna, je li lijepa: dok nosi suknju, znate što će učiniti, dok nosi suknju, znate što će učiniti, znate, znate što će učiniti, što će učiniti, što će učiniti, znate što će učiniti. |

## O glazbi
U partituri i u Köchelovom katalogu ova je skladba označena kao No 4 Aria (četvrta glazbena numera, arija).
Orkestracija: 2 flaute, 2 oboe, 2 fagota, 2 horne, gudači
Tonalitet: D-dur
Skladba ima 172 takta posložena u dvije cjeline. Prvih pet strofa u partituri (prve tri u libretu) je u 4/4 taktu u tempu allegro, a ostale četiri strofe, počev od 85. takta, su u 3/4 taktu u tempu andante con moto.
Trajanje je oko 5'45".

## Utjecaj
Izvan opere, arija je često samostalno izvođena na koncertima i zapisana na nosačima zvuka i u svom repertoaru imaju je mnogi pjevači koji su u operi nastupali u ulozi Leporella. U navedenom izvoru pobrojana su 392 zapisa od 1899. do 2019. godine koji se nalaze u bazi muzeja Mozarteuma u Salzburgu, a osam zapisa dostupno je za slušanje. Među poznatijim izvođačima iz 20. stoljeća su na primjer basovi Fjodor Šaljapin i Boris Hristov ili bas-bariton Bryn Terfel iz novije generacije.